# Gheorghi Evghenievici Lvov

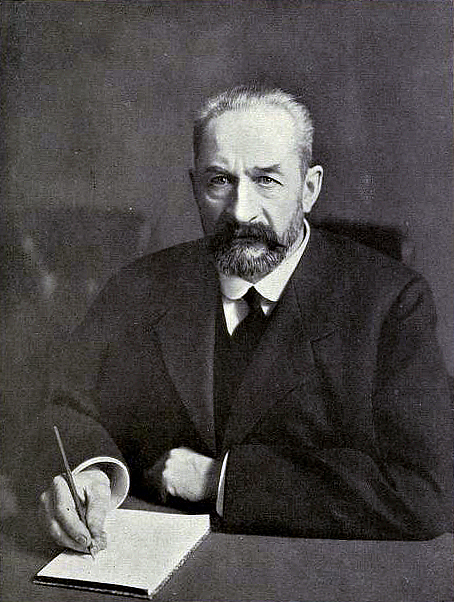
Gheorghi Evgenievici Lvov

Cneazul (Prințul) Gheorghi Evgenievici Lvov (în rusă Георгий Евгеньевич Львов) (2 noiembrie 1861 – 7 martie 1925) a fost un om de stat rus și cel dintâi prim-ministru al Rusiei post-imperiale din 23 martie până la 21 iulie 1917.
Prințul Lvov a obținut o diplomă în științe juridice la absolvirea Universității din Moscova după care a lucrat în admninistrația de stat până în 1893. În 1905 a devenit membru al Partidului Constituțional Democratic (de orientare liberală) și un an mai târziu a câștigat alegerile pentru prima Dumă. A devenit președintele al Uniunii Zemstvelor din Toată Rusia în 1914.
După Revoluția din Februarie, Lvov a devenit primul șef al Guvernului Provizoriu, dar a demisonat după scurt timp datorită anarhiei crescânde din țară. După ce bolșevicii au cucerit puterea, a fost arestat, dar a reușit să scape și să fugă la Paris, unde și-a petrecut restul vieții.